# Croix de chemin de Villerouge-Termenès
La croix de chemin de Villerouge-Termenès est une croix située à Villerouge-Termenès, en France.

## Description
C'est une croix à bras droits et trapus qui comporte un décor richement orné : sur une face, le Christ aux pieds duquel se trouve un écusson effacé et au revers, la Vierge à l'Enfant couronnée.

## Localisation
La croix est située sur la commune de Villerouge-Termenès, dans le département français de l'Aude.
La croix était située sur le mur du cimetière. En 1968, elle a été transférée dans la sacristie de l'église. 

## Historique
La croix date du XVIe siècle.
Cette croix de chemin est inscrite au titre des monuments historiques par arrêté du 20 juin 1941. L'inscription est abrogée par arrêté du 30 janvier 2012.
Elle reste toutefois classée depuis 1969 à titre d'objet.